# Lis i Pies 2
Lis i Pies 2 (ang. The Fox and the Hound 2) – amerykański film animowany z 2006 roku produkcji The Walt Disney Company. Sequel filmu Lis i Pies.
Premiera filmu miała miejsce 12 grudnia 2006. W Polsce premiera na kanale Disney Channel odbyła się 16 listopada 2007 roku o godz. 11.30.

## Fabuła
W okolicę gdzie dorastają i beztrosko się bawią Tod i Miedziak przyjeżdża wesołe miasteczko. O zachodzie słońca ma odbyć się pokaz fajerwerków. Podczas występu zespołu muzycznego pod nazwą Bezpański Band - Dixie która jest wokalistką tego zespołu obraża się na resztę zespołu i odmawia wystąpienia przed publicznością, niespodziewanie na scenie pojawia się szczeniak Miedziak i robi furorę. Szef zespołu Jazz w miejsce Dixie proponuje wspólne występy Miedziakowi a jego kompanowi Todowi stanowisko asystenta solisty. Miedziak musi trenować przed występem i ma coraz mniej czasu dla swojego kompana Toda. Dixie nie pozwala się jednak tak łatwo usunąć z zespołu i używa różnych podstępów aby utrudnić występ Miedziakowi.

## Obsada głosowa
- Jonah Bobo – Tod
- Harrison Fahn – Miedziak
- Patrick Swayze – Jazz
- Reba McEntire – Dixie
- Vicki Lawrence – Ciotka Zocha
- Jim Cummings –
  - Waylon,
  - Floyd,
  - różne role
- Kath Soucie –
  - Gryzelda,
  - różne role
- Jeff Foxworthy – Lyle Snotgrass
- Stephen Root – Western Pobykuper
- Hannah Farr – Olivia Farmer
- Russi Taylor –
  - Wdowa Tweed,
  - różne role
- Jeff Bennett –
  - Amos Slade,
  - różne role
- Rob Paulsen –
  - Maks,
  - różne role

## Wersja polska
Wersja polska: Start International Polska

Reżyseria: Marek Robaczewski

Tekst polski: Kuba Wecsile

Teksty piosenek: Marek Robaczewski

Wystąpili:
- Beniamin Lewandowski – Tod
- Wit Apostolakis-Gluziński – Miedziak
- Krzysztof Banaszyk – Jazz
- Joanna Jeżewska – Dixie
- Elżbieta Gaertner – Ciotka Zocha
- Wojciech Paszkowski – Waylon
- Radosław Popłonikowski – Floyd
- Barbara Zielińska – Gryzelda
- Marcin Perchuć – Lyle Snotgrass
- Aleksander Mikołajczak – Western Pobykuper
- Julia Kołakowska – Olivia Farmer
- Mirosława Krajewska – Wdowa Tweed
- Arkadiusz Bazak – Amos Slade
- Zdzisław Wardejn – Maks

oraz
- Małgorzata Socha
- Joanna Pach
- Izabela Dąbrowska
- Brygida Turowska
- Paweł Szczesny
- Krzysztof Cybiński
- Cezary Nowak
- Krzysztof Szczerbiński

i inni
Wokaliści: 
- Jakub Szydłowski
- Juliusz Kamil Kuźnik
- Adam Krylik

## Odbiór
Film otrzymał negatywne recenzje; serwis Rotten Tomatoes przyznał mu wynik 20%.